# Halo: Evolutions
Halo: Evolutions è una raccolta di undici racconti inediti di fantascienza ambientati nel mondo del videogioco Halo. È stata pubblicata il 24 novembre 2009 negli Stati Uniti per la casa editrice Tor Books e in Italia il 26 marzo 2010 da Multiplayer.it.
Hanno collaborato a questa raccolta scrittori come Jeff VanderMeer, Karen Traviss, Jonathan Goff ed altri.
Negli Stati Uniti l'antologia è stata ripubblicata in due volumi con alcuni racconti aggiuntivi.

## Racconti
I racconti inclusi nelle 528 pagine del libro sono:
- Paria di B.K. Evenson[6]
- Tra i due litiganti... di Eric Raab[6]
- Mezzanotte sulla Heart of Midlothian di Frank O'Connor
- Fango di Tobias Buckell[2]
- Acheron VII, Cacciatori di teste, Connettività e Icona di Jonathan Goff[6]
- Forza bruta di Fred Van Lente
- Monna Lisa di Jeff VanderMeer e Tessa Kum
- Hotel Palace di Robt McLees
- La Debolezza umana di Karen Traviss[2]
- L'impossibile vita e la possibile morte di Preston J. Cole di Eric Nylund
- Il ritorno di Kevin Grace
- Dall'ufficio del Dr. William di Arthur Iqbal